# 黎氏秋姮
黎氏秋姮（1972年12月2日—），越南职业外交官。现任越南外交部副部长、新闻信息司司长兼发言人。

## 早年生活
黎氏秋姮1972年12月2日出生于河内市，祖籍海防市鸿庞郡。
1994年黎氏秋姮毕业于河内外国语大学（今河内大学）俄语翻译系英语专业本科，通晓英语和俄语。拥有河内法律大学法律学士学位，并于2015年在西英格兰大学取得国际传媒外交硕士学位。

## 工作经历
- 1996年进入越南外交部新闻信息司工作。

- 2001年5月至2004年12月，担任越南驻俄罗斯大使馆领事随员，任期结束后返回新闻信息司工作。

- 2009年，担任越南外交部新闻信息司副司长。

- 2012年1月至2015年5月，担任越南驻英国大使馆公使衔参赞。

- 2015年11月，担任海外越南人国家委员会文化信息司代司长。

- 2016年6月至2017年3月，担任海外越南人国家委员会文化信息司司长。

- 2017年4月1日，根据越南政府副总理、外交部部长范平明任命，接任黎海平，担任越南外交部新闻信息司司长兼发言人。[2]